# Listă de țări în care portugheza este limbă oficială

Harta ţărilor în care portugheza este limbă oficială.

Aceasta este o listă de țări și teritorii în care portugheza este limbă oficială:
| Nr. | Țara                 | Populație   |
| Nr. | Țara                 | 241,812,318 |
| --- | -------------------- | ----------- |
| 1.  | Brazilia             | 190,010,647 |
| 2.  | Mozambic             | 21,397,000  |
| 3.  | Angola               | 15,941,000  |
| 4.  | Portugalia           | 10,848,692  |
| 5 . | Guineea-Bissau       | 1,586,000   |
| 6.  | Timorul de Est       | 947,000     |
| 7.  | Guineea Ecuatorială  | 504,000     |
| 8.  | Capul Verde          | 420,979     |
| 9.  | São Tomé și Príncipe | 157,000     |

## Teritorii dependente
| Nr. | Regiune | Populație | Statut                                                        |
| --- | ------- | --------- | ------------------------------------------------------------- |
| 1.  | Galicia | 2,737,370 | Comunitate autonomă din Spania (dialectul galician)           |
| 2.  | Macao   | 431,000   | Regiune administrativă specială a Republicii Populare Chineze |

## Învățare obligatorie
| Nr. | Regiune | Populație | Statut             |
| --- | ------- | --------- | ------------------ |
| 1.  | Uruguay | 3,399,227 | Cerută din anul 6. |